# (6386) Кейтнолл
(6386) Кейтнолл (лат. Keithnoll) — астероид, относящийся к группе астероидов пересекающих орбиту Марса и принадлежащий к светлому спектральному классу S. Он был обнаружен 10 июля 1989 года американским астрономом Генри Хольтом в Паломарской обсерватории и назван в честь американского астронома Кейта Нолла (англ. Keith Noll).

Орбита астероида Кейтнолл и его положение в Солнечной системе